# 호리에 유이
호리에 유이(일본어: 堀江 由衣 ほりえ ゆい[*], 1976년 9월 20일~)는 일본의 성우 겸 가수이다. VIMS소속, 소속 레코드 회사는 스타 차일드. 도쿄도 출신. 애칭은 홋쨩, 호쨔, 홋상, 유이쨩, 유이땅 정도 많이 있지만 일반적으로 넓게 쓰이는 것은 홋쨩이며
(홋쨩은 어렸을 적의 별명이기도 하다), 오피셜 팬클럽 「검은 고양이 동맹」의 부회장이다.

## 인물소개

### 특색
- 성우 데뷔 초반에는 아이돌 성우 노선을 가고 있는 듯한 느낌이 었지만 요즘은 다양한 역을 연기하는 것이 많아져 아이돌 성우만의 평가가 아니라 실력파 성우로서의 평가도 점점 높아지고 있다.(이것은 오해이므로 주석을 붙인다, 아이돌 노선을 걷기 시작한 2000년도 이전의 비인기 작품들을 보면, 비상식적인 성격의 캐릭터에 한해서,- 콘테스트 출신자로서의 연기력을 볼 수 있다.) 또 성우 데뷔했을 당시엔 남성 팬이 압도적으로 많았지만 요즘은 여성 팬도 점점 늘고 있다.
- 유닛「야마토나데시코」,「흑장미보존회」로도 활동. 2년만에 해산했다가 10주년 기념으로 재 결성된「Aice5（아이스）」의 리더.
- TV 애니메이션 카나메모의 엔딩으로 쓰인 「YAHHO!!」로 싱어송라이터 데뷔

### 인물
- 비행기 타는 것을 극도로 싫어해서 지방을 오갈 때는 거의 철도를 이용하고 있다.（본인 말로는「그, 발 밑에 아무것도 없는 부유감이 싫다」라고 한다.）그러나 개인적으로 오키나와 여행에 갔을 때나 PV활영으로 괌에 갔을 때엔 교통 수단이 비행기밖에 없기 때문에 어쩔 수 없이 탔다고 한다.(2009년 핼러윈 특집 라디오에 의하면, 어릴적에는 비행기에 타는것에 대한 저항감이 없었으나, 크면서 여러가지를 알게되어 고소공포증이 생겼다고 한다.)
- 방을 지저분하게 놔두기로 유명해서 Aice5의 공식 사이트『QandA』에서는 방의 인테리어에 관한 질문이 나왔을 때「인테리어 이전의 문제에요.」라고 대답한 적이 있다. 그 외에도 『천사의 알』의 페이지엔 자신의 방이 모자이크 걸린 상태로 공개되거나, 자신의 방의 에어컨이 고장났지만 방이 더러워서 수리 업자를 부를 수 없다, 대청소를 했더니 하루 만에 끝나지 않았다 등 많은 비화를 가진다.(본인은 방에 대한 언급을 꺼리거나 부정한다.)
- 자칭 『극S』. 그러나 타무라 유카리에게는 약해서『극M』의 일면을 보여준다.
- 성우들 사이에서 2.5차원으로 불리는데 대표적인 예로, 호리에 유이의 '사랑하는 일기도'와 흑장미 보존회 'Blue Heaven' 동시 발매 이벤트에서도 호리에 유이와 Yuiel의 1인 2역을 하며, 대역에게 가면을 씌워 동시 출연까지 하는 기행을 벌인다.(무도관 라이브에서도 하루에 1인 2역씩, 총 1인 3역을 한다.)

### 교우 관계
- 인기 성우로서는 과도라고 할 수 있을 정도로 겸허하고 낯을 가려서, 연하인 후배에게도 경칭을 붙인다.
- 교우 관계로 일단 이름이 올라가는 것이 양성소의 동기생이며 「야마토나데시코」에서의 콤비며 친한 친구이기도 한 타무라 유카리이다. 그 외에 사이가 좋다고 여겨지는 성우로는 쿠와타니 나츠코・아사노 마스미・칸다 아케미・우에다 카나・다나카 리에・미즈키 나나 등이 있으며 같은 레코드 회사에 소속된 angela와도 사이가 좋다.
- 그 외에도 노가와 사쿠라와 함께 탓키&츠바사의 라이브에 가는 일도 있고『이누카미!』이나『카시마시 ~걸 미트 걸~』에서 같이 연기한 신타니 료코를 「료코땅」이라고 부르고 있다. 코시미즈 아미로부터는 「유이 언니」라고 불리고 있다.
- 최근엔 후배인 치하라 미노리로부터「귀엽고 재밌고 기댈 수 있는 대선배」라고 칭해지거나 치바 사에코나 타카하시 미카코와 개인적으로 외출하거나 하는 일도 많다.
- 우에다 카나의 집에서 열리는 성우 마작 모임 마장 우에다의 멤버로, 같은 마장 우에다 멤버인 우에다 카나, 코시미즈 아미, 시라이시 료코, 이토 시즈카와 함께 사키에 출연

### 비화
- 야마토나데시코 관련의 일으로 후쿠오카에 갔을 때 타무라의 고향 집에서 머물게 되었다. 그때 연인을 소개하는 것 같은 형식으로 타무라의 양친과 대화해, 타무라의 모친으로부터「딸을 잘 부탁합니다.」라고 부탁 받아, 가족 공인인 사이가 되었다고 한다. 그 후로도「아버님」「어머님」이라고 부르고 있다.
- 30세가 된 2006년 친구인 타무라 유카리의 뒤를 쫓아 이노우에 키쿠코가 대표인 17세교에 입교했다. 또 아니스파에 게스트로 출연 했을 때 아사노의「20대면 아직 입단 자격이 없어2」라는 발언에「하지만 16세인 아이도 들어 가 있어」라고 대답했기 때문에, 17세교의 실체를 알 수 있다.
- 참고로「20살의 추억은?」이란 질문에는「（성우로써）데뷔했을 때.....에요」라고 대답했다. 그리고「만약 성우가 되지 않았다면?」이란 질문엔「탐정」이라고 답했다.
- HEY!HEY!HEY!에 출연한 이유는 다운타운을 직접 볼 수 있으니까. 하지만 녹화 중에는 긴장해서 별로 말하지 못해 풀이 죽어서 돌아갔다고 한다.
- 2007년 방영된 학원 유토피아 마나비 스트레이트와 관련된 비화가 있는데 원래 하야시바라 메구미가 오프닝과 엔딩곡, 그리고 주인공인 마나비 역까지 캐스팅 되었지만 중간에 육아 때문에 주인공 캐스팅은 무산되었다. 그 후 주인공 역은 호리에 유이가 확정. 그러나 학원 유토피아 마나비 스트레이트의 오프닝과 엔딩곡은 故 오카자키 리츠코의 음악인 A Happy Life와 Lucky & Happy를 리메이크 한 작품인데 평소 그녀를 각별하게 생각했던 하야시바라 메구미가 故 오카자키 리츠코를 기리기위해 노래만큼은 양보를 하지 않고 그대로 자신이 불러 결국 최종적으로 주인공 성우가 아닌 단역으로 잠깐 출연한 성우가 애니메이션의 메인 주제곡을 부르는 기현상이 발생했다. 그러나 최종화에서는 홋쨩을 포함한 성우진이 오카자키 리츠코의 노래를 합창 한다.(오카자키 리츠코 부고 당시에 코멘트를 거부한 것을 만회하기 위한 것이라고, 성우 오타쿠들 사이에서 언급된다.)
- days 발매 이벤트에 본인 대신 등신대 판넬이 참가하는 사태가 발생하여 훗날 등신대 판넬 사건이라 불린다.

## 출연작

### TV 애니메이션
굵은 글씨는 주인공 및 주요 캐릭터
1998년
- 아키하바라 전뇌조 (프란체스카)
- 바이스 크로이츠 (후지미야 아야, 소녀)
- 쾌걸 증기탐정단 (지나)
- 카우보이 비밥（소녀A #18）
- 강철 커뮤니케이션 (하루카)
- 성 루미나스 여학원 (리더 포드)
- 폭주형제 레츠&고 MAX (켄지)
- 마술사 오펜 (피에나)
- 버블검 크라이시스 도쿄 2040 (갈라테아)

1999년
- 투하트 (HMX-12 멀티, 여학생, 고양이)
- 아크 더 래드 (리자 플로라 메르노)
- 무한의 리바이어스 (미쉘 케이)
- 리스키&세이프티 (나츠메 스즈코)
- 트러블 쵸콜렛 (민트)

2000년
- 러브히나(나루세가와 나루)
- 아르젠토 소마 (스우 해리스)
- 오미시 마법극장 리스키☆세이프티 (나츠메 스즈코)
- 은장기공 오디안 (캐롤)
- Sci-Fi Harry (캐서린)
- 인조인간 키카이다 The animation (코묘지 미츠코)
- 육문천외 몬코레 나이트 (로쿠나)

2001년
- 시스터 프린세스(사쿠야)
- 후르츠 바스켓(혼다 토오루)
- 아쟈루마루(네즈, 작은 전갱이, 원숭이)
- 기동천사 엔젤릭레이어 (후지모리 히로미)
- 피규어17 츠바사&히카루 (이바라기 사쿠라)
- 코믹파티 (HMX-12 멀티)
- 샤먼킹 (아이언메이든 잔느, 리리)
- 신 백설공주 전설 프리티어 (미카게)
- 테일즈 오브 이터니아 THE ANIMATION (코리나 소르젠티)

2002년
- 육상방위대 마오(마루야마 실비아, 나나세가와 나루[카메오])
- 시스터 프린세스 리퓨어(사쿠야)
- 카논(츠키미야 아유)
- 아침안개의 무녀 (코마)
- 바이스크로이츠 그리엔 (후지미야 아야)
- 왕도둑 징 (미라벨)
- 사무라이 디퍼 쿄우 (시이나 유야)
- 스파이럴 추리의 끈 (타케우치 리오)
- 포켓몬스터 (치히로)
- 아베노바시 마법 상점가 (아미륭)

2003년
- 병속의 요정(사라라)
- 울트라 매니악(타테이시 아유)
- D.C 다카포(시라카와 코토리)
- 탐정학원Q (기노시타 사야카)
- 나나카 6/17 (아메미야 유리코)
- 팝픈베리의 댄스댄스 점술 (메로리나)
- 마탐정로키 RAGNAROK (다이도지 마유라)

2004년
- 큐티하니(키사라기 하니)
- 스쿨럼블(사와치카 에리)
- 투하트 Remember my memories(HMX-12 멀티)
- 현란무답제 THE MARS DAYBRAKE (히가시바라 메구미)
- 쥬베에쨩2 ~시베리아 야규의 역습~ (나노하나 지유)
- 후타코이 (이치죠 카오루코)
- 용오 ~교섭인~ 2nd Negotiation 러시아편 (나젠카)

2005년
- 마법선생 네기마(사사키 마키에)
- 마호라바~Heartful Days~(챠노하타 타마미)
- 파니포니 대쉬(우에하라 미야코)
- AIR(츠키미야 아유[카메오])
- D.C 다카포 Second Season(시라카와 코토리)
- IGPX (판티느 발잔)
- 우에키의 법칙 (페콜)
- 후타코이 얼터너티브 (이치죠 카오루코)
- LOVELESS (긴카)

2006년
- 네기마?!(사사키 마키에)
- 소녀는 언니를 사랑하고 있다(미야노코지 미즈호)
- 제로의 사역마 (시에스타)
- 카논 리메이크(츠키미야 아유)
- 카시마시~Girl Meets Girl~(카미이즈미 야스나)
- 이누카미(요코)
- 스쿨럼블 2학기 (사와치카 에리)
- RAY THE ANIMATION（스미레)
- Canvas2 ~무지개빛 스케치~ (미용사)
- 쾌걸 조로리 (체쥬)

2007년
- 샤이닝 티어즈 크로스 윈드(쿠레하 토우카(쿠레하))
- 쓰르라미 울 적에 해(하뉴)
- 제로의 사역마 ~쌍월의 기사 (시에스타)
- 학원 유토피아 마나비 스트레이트!(아마미야 마나미)
- D.C 다카포 II (아사쿠라 유메)
- 소녀왕국 표류기 (스즈)
- 아이돌 마스터 XENOGLOSSIA (하기와라 유키호)
- 슈가 바니즈 (흰 토끼)
- 스카이 걸즈 (후지에다 나나에)
- 멋진 탐정 라비린스 (백충, 마루, 에토 마리코)
- 디 그레이맨 (메이린)
- 동경마인학원검풍첩 답 (미사토 아오이)
- 동경마인학원검풍첩 답 제2막(미사토 아오이)
- 우리들의 (반장)

2008년
- 뱀파이어 기사 (쿠로스 유키)
- 뱀파이어 기사 Guilty (쿠로스 유키)
- 제로의 사역마 ~삼미희의 윤무 (시에스타)
- D.C 다카포 II 세컨드 시즌 (아사쿠라 유메)
- 데드 프린세스 혁 (토도로키 카미카, 리코, 쿠로네코)
- 드루아가의 탑 ~the Aegis of URUK~ (파티나)
- 토라도라 (쿠시에다 미노리)
- 일기당천Great Guardians {손권(소교)}
- 슈가 바니즈 쇼콜라 (흰 토끼)
- 도라에몽 (오바라 노조미)
- 햑코 (스즈가사키 치에)
- 우리 집의 여우신령님 (타카가미 미야코)

2009년
- 드루아가의 탑 ~the Sword of URUK~ (파티나)
- 괭이갈매기 울 적에 (우시로미야 마리아)
- 바다 이야기 (우린)
- 바케모노가타리 (하네카와 츠바사)
- GA 예술과 아트디자인 클래스 (노자키 나미코)
- 카나메모 (니시다 하루카)
- 사키-Saki- (후쿠지 미호코)
- 참·안녕, 절망선생(마루우치 쇼우코)
- 캠퍼 (미시마 아카네)
- 여름의 폭풍! (야마자키 카나코)
- 여름의 폭풍! ~춘하동중~ (야마자키 카나코)
- 데드 프린세스 현 (토도로키 카미카, 리코, 쿠로네코)
- 푸른 꽃 (이쿠미 쿄코)
- 슈가 바니즈 플뢰르 (흰 토끼)
- 하야테처럼!! (소니아 셔플너즈)
- 루팡 3세 VS 명탐정 코난 (밀러공주)

2010년
- 오오카미 씨와 7명의 동료들(키리키 아리스)
- 테가미바치(로다(소녀))
- 테가미바치 REVERSE(로다)
- 누라리횬의 손자(유키온나(오이카와 츠라라))
- 배틀스피릿츠 소년격패단(세일)
- B형 H계(타케시타 미하루)
- 길 잃은 고양이 오버런!(나루코 카나에)
- 놀러갈게! (젠스)
- 일기당천 XTREME XECUTOR (손권)
- 발견 체험 너무 좋아! 시마지로 (신간선, 공룡)
- 페어리테일 (샤를)
- 쥬얼펫 팅클 (세린느)
- 소녀요괴 자쿠로 (호즈키)

2011년
- 드래곤 크라이시스! (마르가 리테)
- 롯테의 장난감! (에피)
- 방랑소년 (스에히로 안나)
- 캠퍼 für die Liebe (미시마 아카네)
- 도그 데이즈 (밀피오레 F 비스코티)
- 누라리횬의 손자 ~천년마경~(유키온나(오이카와 츠라라))
- Persona4 the ANIMATION (사토나카 치에)
- 도시락 전쟁 (사와기 쿄우)

2012년
- 아빠 말 좀 들어라! (오다 라이카)
- 니세모노가타리 (하네카와 츠바사)
- 네코모노가타리 -흑- (하네카와 츠바사)
- DOG DAYS' (밀피오레 F 비스코티)
- 맹렬 우주해적 (쿠리에)
- 유루유리♪♪ (아카자 아카네)
- 오늘부터 신령님 (누마노 히메미코(늪의공주)
- 사쿠라장의 애완 그녀 (아카사카 류노스케, 메이드짱)
- 리틀 버스터즈! (나오에 리키)

2013년
- 〈모노가타리〉 시리즈 세컨드 시즌 (하네카와 츠바사)
- 골든타임 (카가 코우코)
- DD북두의 권 (유리아, 마미야)
- 전희절창 심포기어G (세레나 카덴차브나 이브)
- 코펠리온 (오즈 카논)
- 초차원게임 넵튠 THE ANIMATION (네프기어)
- 혁명기 발브레이브 (나나미 리온)

2014년
- 니세코이: (카나쿠라 유이)
- 사키 전국편 (후쿠지 미호코)
- 블랙 불릿 (텐도 키사라)
- 걸 프렌드(베타) (미스 모노크롬)

2015년
- 오와리모노가타리 (하네카와 츠바사)
- 모든 것이 F가 된다 (기도우 세츠코)
- 비탄의 아리아 AA (쿄우치쿠 토우)
- 야한 이야기라는 개념이 존재하지 않는 지루한 세계 (오니가시라 코스리)
- 청춘×기관총 (야지마 카나에)
- 그것이 성우! (호리에 유이)
- 함대 콜렉션 (마미야)

2016년
- 코요미모노가타리 (하네카와 츠바사)
- 이 멋진 세계에 축복을! (위즈)
- 마법사 프리큐어! (이자요이 리코/큐어 매지컬)
- Re:제로부터 시작하는 이세계 생활 (펠릭스 아가일)

2021년
- 샤먼킹 리메이크 (아이언메이든 잔느)

### OVA
1998년
- 도흉십장전 (후타바)
- 포톤 (아운 프레이야)

1999년
- 단가이저 3 (픽시스)

2000년
- 러브 히나 크리스마스 스페셜 : 사일런트 이브 (나루세가와 나루)
- 전심 지켜줘 수호월천! (페이)

2001년
- 러브 히나 봄 스페셜 : 그대, 벚꽃이여 지지 마오!! (나루세가와 나루)

2002년
- 러브 히나 Again (나루세가와 나루)

2004년
- Re:큐티하니 (키사라기 하니)

2005년
- 스쿨 럼블 OVA 1학기 보충수업 (사와치카 에리)

2006년
- 스카이 걸스 OVA (후지에다 나나에)

2008년
- DaCapo Innocent Finale(시라카와 코토리)

2009년
- 쓰르라미 울 적에 례 (하뉴)

2011년
- 제멋대로 카이조 (야마다)
- 쓰르라미 울 적에 황 (하뉴)

2012년
- 네코모노가타리 (하네카와 츠바사)
- DOG DAYS 2기 ("밀피오레.F.비스코티")

2014년
- 유루유리 나츄야츄미 (아카자 아카네)

### 극장판
1997년
- 천지무용 한여름 밤의 이브 (여학생)

2000년
- 오! 나의 여신님 극장판 (크로노)
- 육문천외 몬코레나이트 ~전설의 파이어 드래곤~ (히이라기 로쿠나)
- 도라에몽 ~진구의 태양왕 전설~ (소녀)

2002년
- 피아캐롯에 어서오세요 극장판~사야카의 사랑이야기~(아마노 오리에)

2006년
- 극장판 동물의 숲 (아이)

2007년
- 이누카미 the movie ~특명영적수사관 카리나 시로~ (요코)

2008년
- 짱구는 못말려 ~초폭풍을 부르는 금창의 용자~ (마타 타미)
- 초극장판 케로로 중사 ~케로로 대 케로로 천공대결전입니다.~ (미루루)

2009년
- 도라에몽 ~ 新 진구의 우주 개척사 ~ (모리나 어릴적)

2014년
- 해피니스 차지 프리큐어 ~ 인형나라의 발레리나 (츠무기)

2016년
- 키즈모노가타리 (하네카와 츠바사)
- 프리큐어 올스타즈 모두가 노래해 기적의 마법! (큐어매지컬/리코)

2017년
- 키즈모노가타리 III 냉혈편 (하네카와 츠바사)

2019년
- 이 멋진 세계에 축복을! 붉은 전설 (위즈)
- 극장판 누구를 위한 알케미스트 (우로보로스)

### 게임
1997년
- 보이스판타지아 잃어버린보이스파워 (너스티)

1998년
- 도쿄마인학원검풍첩 (미사토 아오이)

1999년
- 서유기 (여자 삼장법사(진 현랑))
- 두근두근 메모리얼 POCKET 스포츠편 (무나카타 나오미)
- 투하트 (HMX-12멀티)
- L의 계절 ~A piece of memories~ (마이나미 유우키)
- 유구환상곡3 Perpetual Blue (플로네 트리티아)

2000년
- RPG만들기 2000 샘플 게임 [신부의 관] (플로라)
- ZONE OF THE ENDERS (셀비스 클라인)
- 하트풀 메모리즈 ~Little Witch Parfait2~(하트풀 메모리즈 ~소녀 마법사 파르페2~) (루틸 엘 사레)
- 카논 (츠키미야 아유)
- 이터널 알카디아 (파이나)

2001년
- 프리즘 하트 DC판 (리즈)
- 엔젤릭 콘서트 (사피 스니)
- 선계통록정사 ~~TV 애니메이션 선계전 봉신연의 보다~ (벽운)
- 시스터 프린세스 (사쿠야)
- EVE The Fatal Attraction (후지이 유카)
- 그로우 랜서III (라미)
- 두근두근 프리티 리그 Lovely Star (니시노 미키)

2002년
- 도쿄마인학원외법첩 (미사토 아오이)
- DEAD OR ALIVE 3 (히토미)
- AS~엔젤릭 세레나데 (스테파 란크레)
- 비스트로 큐피트 (라벤더 스위트)

2003년
- 식신의 성II (유우키 사요)
- D.C.P.S. ~다카포 플러스 시츄에이션 (시라카와 코토리)
- 비너스&브레이브즈 ~마녀와 여신과 멸망의 예언~ (미렛타)
- EVE burst error PLUS PS2판 (미도 미야코)
- SAKURA ~설월화~ (쿠사나기 코유키)

2004년
- 구룡요마학원기 (히나카와 아유코)
- 낙서 왕국2 마왕성의 싸움 (하코이누(파스텔))
- 신세기 에반게리온 이카리 신지 육성계획 (모나미 아오이)
- 센티멘탈 프렐류드 (니시나 아유미)
- 마그나카르타 ~마그나카르타 진홍의 성흔~ (리스)
- 엔젤릭 콘서트Encore (사피 스니)

2005년
- 라디어터 스토리즈 (나츠메 나기)
- 럼블로즈 (藍原誠(더 블랙 벨트 데몬)
- 샤이닝 포스 네오 (메릴)
- 후타코이 얼터너티브 사랑과 소녀와 머신건 (이치죠 카오루코)
- GENJI (미나즈루 히메)
- 강철의 연금술사3 신을 잇는 소녀 (쟈니스)
- 쌍연섬 ~사랑과 수영복 서바이벌~ (이치죠 카오루코)
- D.C. Four Seasons ~다카포~ 포 시즌즈 PC판 (시라카와 코토리)
- DEAD OR ALIVE4 (히토미)

2006년
- 몬스터 킹덤 주얼 서모너 (엘리시아)
- 기동전사 건담 클라이맥스U.C. (엘렌 로슈필)
- 제거베인 XOR (미오 레디네스)
- 이누카미! feat.Animation (요코)

2007년
- 명탐정 에반게리온 (모나미 아오이)
- 제로의 사역마 ~소악마와 춘풍의 협주곡~ (시에스타)
- 쓰르라미 울 적에 축제 (본편 나레이션, 하뉴)
- 쓰르라미 데이 브레이크 개 (하뉴)
- 샤이닝 윈드 (쿠레하)
- 제로의 사역마 ~몽마가 빚는 야풍의 환상곡~ (시에스타)
- Wonderland ONLINE -암흑의 금술- (이리스)

2008년
- D.C.II P.S. ~다카포II~ 플러스 시츄에이션 (아사쿠라 유메)
- L의 계절2 invisible memories (마이나미 유우키)
- 페르소나4 (사토나카 치에)
- 「뽀이!」 한 여름의 경험!? (이치노세 히나키)
- 제로의 사역마 ~미아의 종지부와 기천의 교향곡~ (시에스타)
- 무장신희 BATTLE RONDO (HST형 MMS 아크)

2009년
- 토라도라포터블! (쿠시에다 미노리)

2010년
- 무장신희 BATTLE MASTERS (HST형 MMS 아크)
- DIVINA (캐릭터 보이스, npc, 주제가)
- 엘소드 (레나)

2017년
소녀전선 (M1903 스프링필드)
벽람항로 (벨파스트)

### 드라마CD
- 신사동맹 크로스 (아마미야 우시오)
- 크레센트 노이즈 (카구라 야요이)
- 후르츠바스켓 (혼다 토오루)
- 소녀왕국 표류기 (스즈)
- 토라도라 (쿠시에다 미노리)
- Berry's(동인) {이즈노 요코(伊豆野踊子)} (발매예정)
- 누라리횬의 손자 {설녀(유키온나)} (발매예정)

### 인터넷
2005년
- 린의 날개 (에레보스)

### 한국 드라마
- 사랑비 - 정하나 / 김윤희 (윤아)

### CM 나레이션
- 일본 라이코스 {약속편}, {크리스마스편}
- 백천사 {하나토유메}
- 프린세스소프트 {SAKURA ~ 설월화~}
- 강담사 {주간 소년 매거진 (2005년3월)}
- 각천서점 {D.C. Four Seasons}
- 미디어 워크 {후타코이}
- 반프레스토 {마그나카르타}
- 반다이 비주얼 {쥬베이쨩~러브리 안대의 비밀~ DVD박스}
- 제네온 엔터테인먼트 {투하트 remember my memories DVD시리즈}
- 킹레코드 {러브히나 DVD박스}
- 반프레스토 {마그나카르타 포터블}
- 주간 소년 매거진 {마법선생 네기마! (2007년3월)}
- 스퀘어 에닉스 {월간 소년 강간 (2007년 4월~9월)}
- 각천서점 {D.C.II Plus Situation}
- 스퀘어 에닉스 {강간코믹스}
- 스타차일드제공 CM (2009년)

### 기타
- FamilyMart traning [鈴木良子역](본명인 由子와 良子는 동음) (1997년)

### 행사
2002년
- 쿠로네코 집회 (매년 개최)
- STARCHILD FESTIVAL 春
- STARCHILD FESTIVAL 秋
- 1st 라이브 투어

2003년
- STARCHILD DREAM in KOBE 2003

2005년
- School Rumble presents "Come! Come! Well-Come? party"

2006년
- 2nd 라이브 투어 [호리에 유이를 둘러싼 모험]

2007년
- 크리스마스 라이브 [유이가 산타로 갈아입으면]

2008년
- 아니메로 섬머 라이브2008 (이 해에는 흑장미보존회로 참가)

2009년
- 호리에 유이를 둘러싼 모험2 ~무도관에서 무도회~

2012년
- 호리에유이를 둘러싼 모험3 ～Secret Mission Tour～

2013년
- 호리에유이를 둘러싼 모험4 ~Pirates Of Yui 3013~

2015년
- 호리에유이를 둘러싼 모험5 ~노려진 학원제~

## 음반 목록

### 싱글
포니캐년 발매
1. my best friend (1998년 11월 18일)
2. brand-new 커뮤니케이션 (brand-new コミュニケイション) (1999년 3월 17일)

스타 차일드 레코드 발매
1. Love Destiny (2001년 5월 16일)
2. 반짝☆보물 (キラリ☆宝物) (2002년 2월 28일)
3. ALL MY LOVE (2002년 7월 24일)
4. 마음 개이고 밤도 아침이 되어 (心晴れて 夜も明けて) (2004년 2월 4일)
5. 스크램블(スクランブル) (호리에 유이 with UNSCANDAL) (2004년 10월 27일)
6. 빛 (ヒカリ) (2006년 5월 24일)
7. Days (2007년 5월 2일)
8. 사랑하는 일기예보 (恋する天気図) (2007년 8월 17일)
9. 바닐라 솔트 (バニラソルト) (2008년 10월 22일)
10. silky heart (2009년 1월 28일)
11. YAHHO!! (2009년 8월 26일)
12. Immoralist (2011년 2월 2일)
13. PRESENTER (2011년 5월 25일)
14. Coloring (2012년 1월 18일)
15. 여름의 약속(夏の約束) (2012년 7월 25일)
16. Golden Time (2013년 11월 13일)
17. The ♡ World’s ♡ End (2014년 (3월 12일)
18. Stay With Me (2015년 3월 4일)
19. アシンメトリー (2015년 11월 4일)
20. Adieu (2021년 7월 1일)(애니메이션 샤먼킹 2021년판 리메이크 2기 엔딩)

### 앨범
오리지널 앨범
1. 물 웅덩이에 비치는 세계(水たまりに映るセカイ) (2000년 12월 21일)
2. 검은 고양이와 달기구를 둘러싼 모험(黒猫と月気球をめぐる冒険) (2001년 11월 29일)
3. sky (2003년 7월 24일)
4. 낙원(楽園) (2004년 4월 28일)
5. 거짓말쟁이 앨리스와 고래호를 둘러싼 모험(嘘つきアリスとくじら号をめぐる冒険) (2005년 11월 23일)
6. Darling (2008년 1월 30일)
7. HONEY JET! (2009년 7월 15일)
8. 비밀(秘密) (2012년 2월 22일)
9. 월드엔드의정원(ワールドエンドの庭)) (2015년 1월 7일)

베스트 앨범
1. 홋?(ほっ?) (2003년 3월 26일)
2. Best Album (2012년 9월 20일)

### DVD
CLIPS
1. yui horie CLIPS.1 (2004년 4월 28일)
2. yui horie CLIPS.2 (2010년 1월 1일)

라이브 DVD
1. 라이브 DVD 2006 ~호리에 유이를 둘러싼 모험~(LIVE DVD 2006 ~堀江由衣をめぐる冒険~) (2006년 7월 26일)
2. 호리에 유이 크리스마스 라이브 ~유이가 산타로 갈아입으면~(堀江由衣 クリスマスライブ~由衣がサンタに着がえたら~) (2008년 6월 4일)